# Ortodroma
Ortodroma (tudi razdalja po velikem krogu) je najkrajša pot med dvema točkama po površini krogle (ne štejemo poti, ki poteka skozi notranjost krogle). Sferna geometrija se močno razlikuje od Evklidske geometrije. V Evklidski geometriji se razdalja med dvema točkama določi s premico med tema točkama. Na krogli ni ravnih premic, te zamenjajo geodetke ali geodetske črte. Na sferi so geodetke veliki krogi.  

## Loksodroma
Ortodroma seka poldnevnike pod različnimi koti. Loksodroma se od nje razlikuje v tem, da vse poldnevnike seka pod enakim kotom.

## Določanje razdalje na ortodromi
Naj bodo {\displaystyle \phi _{s},\lambda _{s};\ \phi _{f},\lambda _{f}\;\!} zemljepisna širina in zemljepisna dolžina dveh točk (prva je začetna, druga pa ciljna) in {\displaystyle \Delta \phi ,\Delta \lambda \;\!} naj bodo njihove razlike. V tem primeru je središčni kot {\displaystyle \Delta {\widehat {\sigma }}\;\!} med njima podan z obrazcem
{\displaystyle {\color {white}{\Big |}}\Delta {\widehat {\sigma }}=\arccos {\big (}\sin \phi _{s}\sin \phi _{f}+\cos \phi _{s}\cos \phi _{f}\cos \Delta \lambda {\big )}.\;\!}.
Razdalja {\displaystyle d\,} med točkama je dolžina loka na sferi s polmerom {\displaystyle r\,} in {\displaystyle \Delta {\widehat {\sigma }}} v radianih je potem 
{\displaystyle d=r\,\Delta {\widehat {\sigma }}.\,\!}.
Zgornji obrazec za {\displaystyle \Delta {\widehat {\sigma }}} zahteva veliko zaokroževanja. Zaradi tega ne daje dobrih rezultatov pri manjših razdaljah. Za manjše razdalje je bolj uporaben obrazec, ki ga imenujemo tudi haversinski obrazec. Ta ima obliko:
{\displaystyle {\color {white}{\frac {\bigg |}{|}}}\Delta {\widehat {\sigma }}=2\arcsin \left({\sqrt {\sin ^{2}\left({\frac {\Delta \phi }{2}}\right)+\cos {\phi _{s}}\cos {\phi _{f}}\sin ^{2}\left({\frac {\Delta \lambda }{2}}\right)}}\right).\;\!} 
Ta obrazec se uporablja skupaj s tabelami za haversinus, ki ima obliko {\displaystyle \operatorname {haversin} (\theta )=\sin ^{2}(\theta /2)}.
Čeprav je ta obrazec uporaben za večino razdalj na sferi, še vedno dobimo veliko napak zaradi zaokroževanja. Bolj kompliciran obrazec, ki je točen za vse razdalje, je poseben primer Vincentyjevega obrazca, ki pomaga določiti razdalje na elipsoidu: 
{\displaystyle {\color {white}{\frac {\bigg |}{|}}|}\Delta {\widehat {\sigma }}=\arctan \left({\frac {\sqrt {\left(\cos \phi _{f}\sin \Delta \lambda \right)^{2}+\left(\cos \phi _{s}\sin \phi _{f}-\sin \phi _{s}\cos \phi _{f}\cos \Delta \lambda \right)^{2}}}{\sin \phi _{s}\sin \phi _{f}+\cos \phi _{s}\cos \phi _{f}\cos \Delta \lambda }}\right)\;\!}.